# Nardo Wick
Гораций Бернар Уоллс-третий (англ. Horace Bernard Walls III; родился 30 декабря 2001), более известен как Nardo Wick — американский рэпер из Джэксонвилл, Флорида. Он подписан на лейблы RCA Records и Flawless Entertainment. Wick наиболее известен своим синглом «Who Want Smoke?». Ремикс при участии G Herbo, Lil Durk и 21 Savage достиг 17 номера в чарте Billboard Hot 100 и получил платиновую сертификацию от RIAA. Wick выпустил дебютный студийный альбом Who Is Nardo Wick? в декабре 2021 года.

## Ранняя жизнь
Уоллс родился в Джэксонвилле 30 декабря 2001 года. Он учился в местной частной школе. В старших классах Уоллс стал записывать песни. После выпуска из школы, он сосредоточился на своей музыкальной карьере.

## Карьера
Wick выпустил свой дебютный сингл «Lolli». Затем он выпустил песни «Slide» и «Came Up». В 2021 года он выпустил сингл «Who Want Smoke?». После был выпущен трек «Shhh". 27 августа 2021 года Wick участвовал на песне 42 Dugg «Opp Pack». 8 октября 2021 года был выпущен ремикс на «Who Want Smoke?» при участии G Herbo, Lil Durk и 21 Savage, музыкальное видео на песню было снято Коулом Беннеттом. Двумя днями позже Wick участвовал на треке Katana 10400 «She Want Me Dead!». 29 ноября 2021 года рэпер выпустил сингл «Me or Sum» при участии Фьючера и Lil Baby. Дебютный студийный альбом Who Is Nardo Wick? вышел 3 декабря.

## Личная жизнь
Уоллс является христианином. Его мать — домохозяйка, а отец его звукорежиссёр. 18 августа 2021 года он был задержан по обвинению в тайном ношении оружия.

## Дискография

### Студийные альбомы
| Название           | Детали                                                                                   | Высшая позиция |
| Название           | Детали                                                                                   | Billboard 200  |
| ------------------ | ---------------------------------------------------------------------------------------- | -------------- |
| Who Is Nardo Wick? | - Выпущен: 3 декабря 2021 - Лейблы: RCA, Flawless - Форматы: Цифровая загрузка, стриминг | 19             |

### Синглы

#### Как главный исполнитель
| «Lolli»                                                                            | 2020 | —  | —  | —  | —  | —  |                    | Внеальбомный сингл  |
| «Slide»                                                                            | 2020 | —  | —  | —  | —  | —  |                    | Внеальбомный сингл  |
| «Came Up»                                                                          | 2020 | —  | —  | —  | —  | —  |                    | Внеальбомный сингл  |
| «Who Want Smoke?» (сольно или при участии G Herbo, Lil Durk и 21 Savage)           | 2021 | 17 | 5  | 3  | 41 | 15 | - RIAA: Платиновый | Who Is Nardo Wick?  |
| «Shhh»                                                                             | 2021 | —  | —  | —  | —  | —  |                    | Внеальбомные синглы |
| «Knock Knock»                                                                      | 2021 | —  | —  | —  | —  | —  |                    | Внеальбомные синглы |
| «Pull Up»                                                                          | 2021 | —  | —  | —  | —  | —  |                    | Внеальбомные синглы |
| «I Be Chillin»                                                                     | 2021 | —  | —  | —  | —  | —  |                    | Внеальбомные синглы |
| «Me or Sum» (при участии Фьючера и Lil Baby)                                       | 2021 | 86 | 26 | 16 | —  | —  |                    | Who Is Nardo Wick?  |
| «—» означает, что запись не попала в чарты или не была выпущена на этой территории |      |    |    |    |    |    |                    |                     |

#### Как гостевой исполнитель
| Название                                                  | Год  | Альбом             |
| --------------------------------------------------------- | ---- | ------------------ |
| «She Want Me Dead!» (Katana 10400 при участии Nardo Wick) | 2021 | Внеальбомный сингл |

### Гостевые участия
| Title       | Год  | Другие исполнители | Альбом                           |
| ----------- | ---- | ------------------ | -------------------------------- |
| «Opp Pack»  | 2021 | 42 Dugg            | Free Dem Boyz (Deluxe)           |
| «Da Drop»   | 2021 | GMO Stax           | Youngest Pit in America (Deluxe) |
| «Opp Party» | 2022 | Doe Boy, G Herbo   | Oh Really                        |
| «Stepper»   | 2022 | Latto              | 777                              |

### Комментарии
1. ↑  Сольная версия не присутствует в альбоме, ремикс при участии G Herbo, Lil Durk, 21 Savage появляется в Who Is Nardo Wick? и содержит дополнительный вопросительный знак в названии